# Meetkerke
Meetkerke est une section de la commune belge de Zuyenkerque située en Région flamande dans la province de Flandre-Occidentale. C'était une commune à part entière avant la fusion des communes de 1977.

## Démographie

### Évolution démographique
- Sources : INS, Rem. : 1831 jusqu'en 1970 = recensements, 1976 = nombre d'habitants au 31 décembre[2].

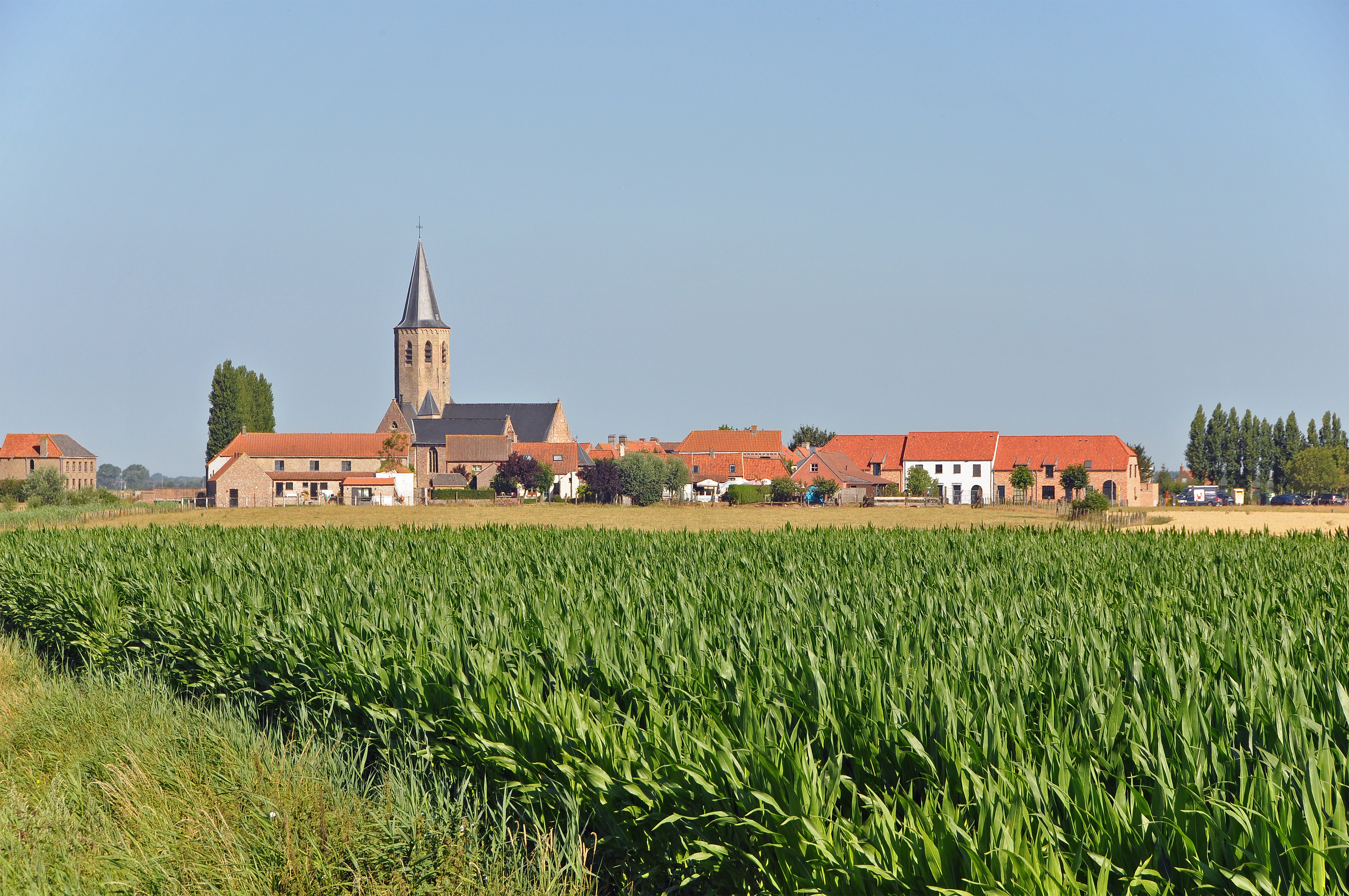
Vue générale du village, côté sud
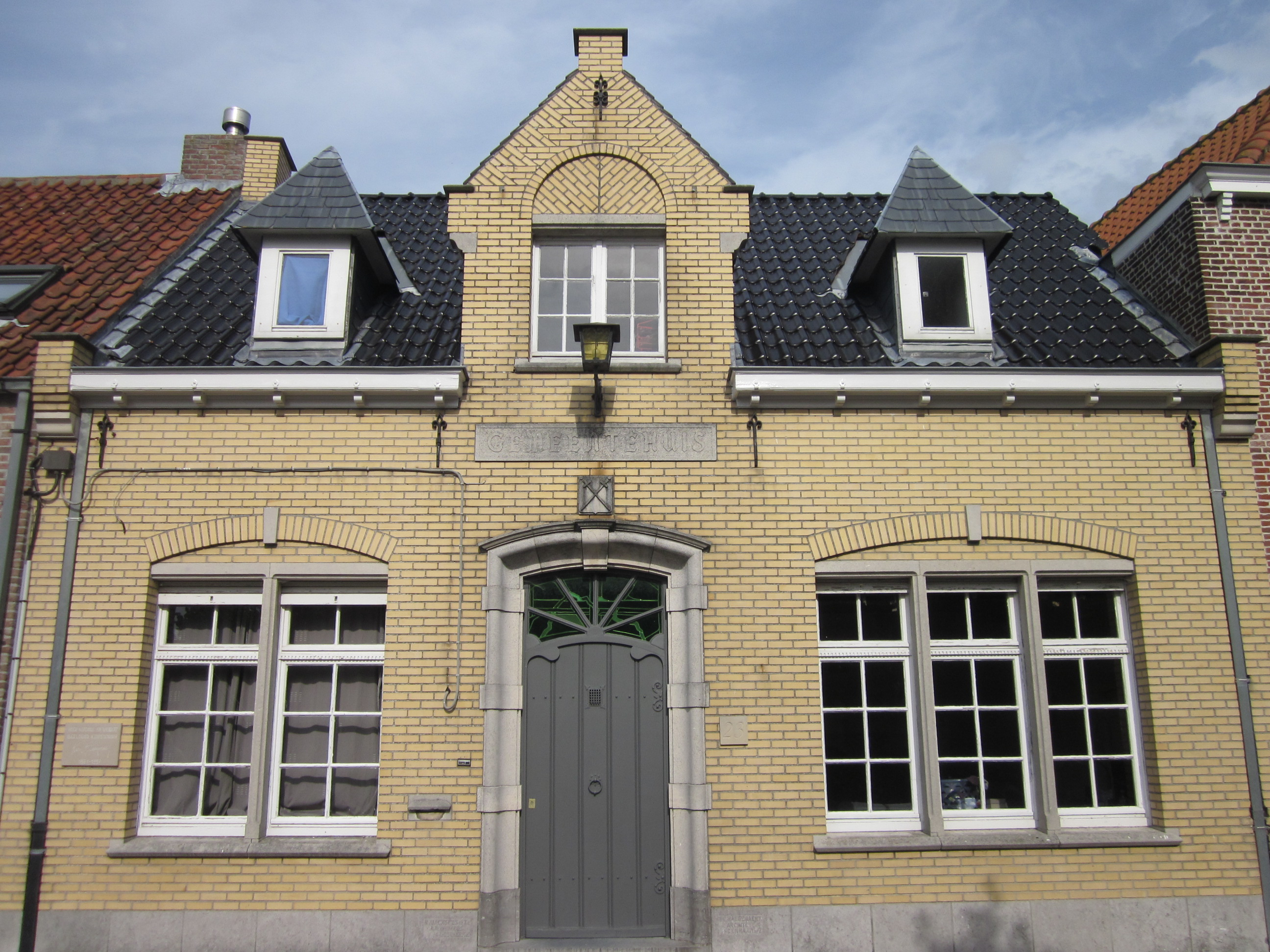
L'ancienne maison communale
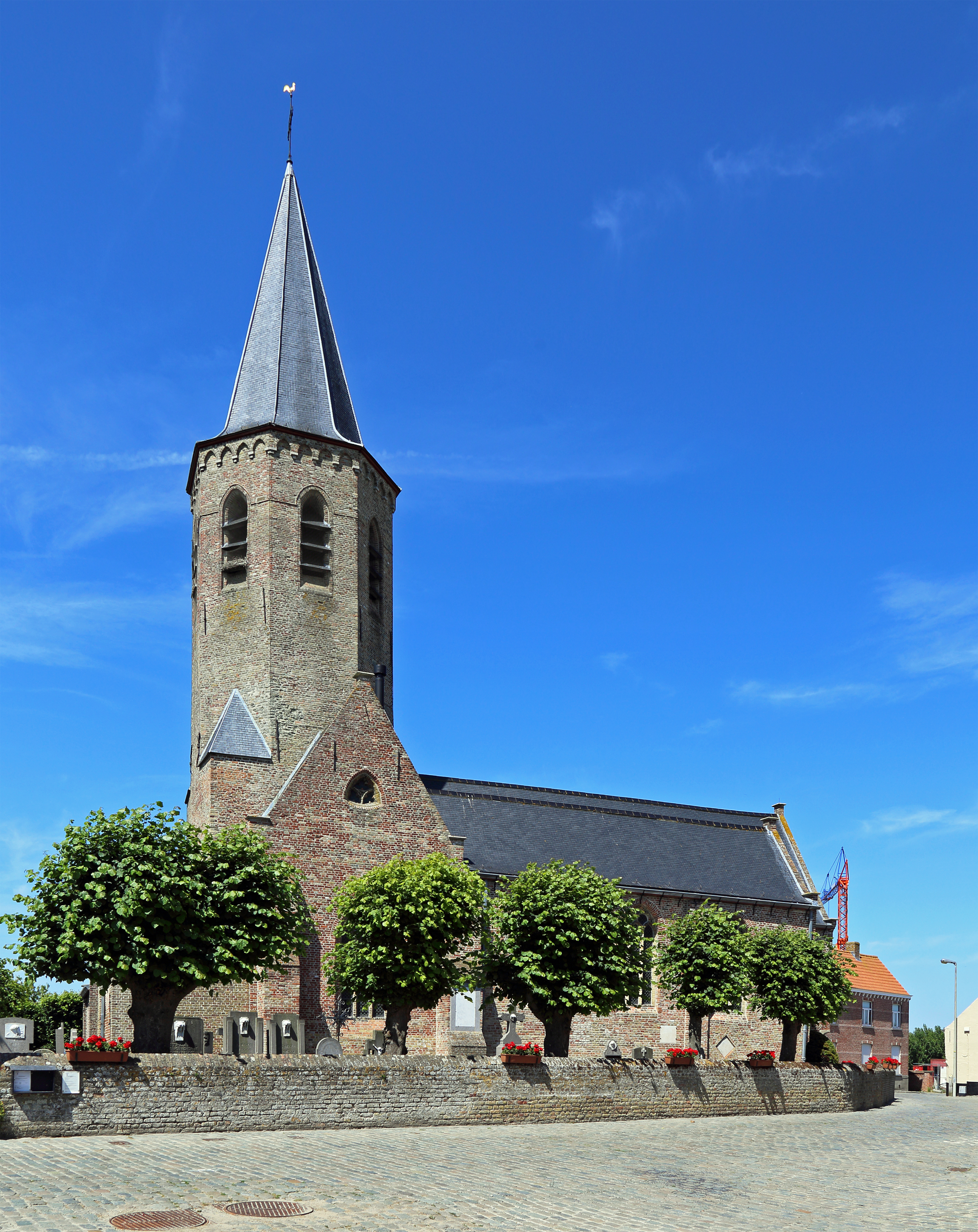
L'église paroissiale Notre-Dame de l'Assomption
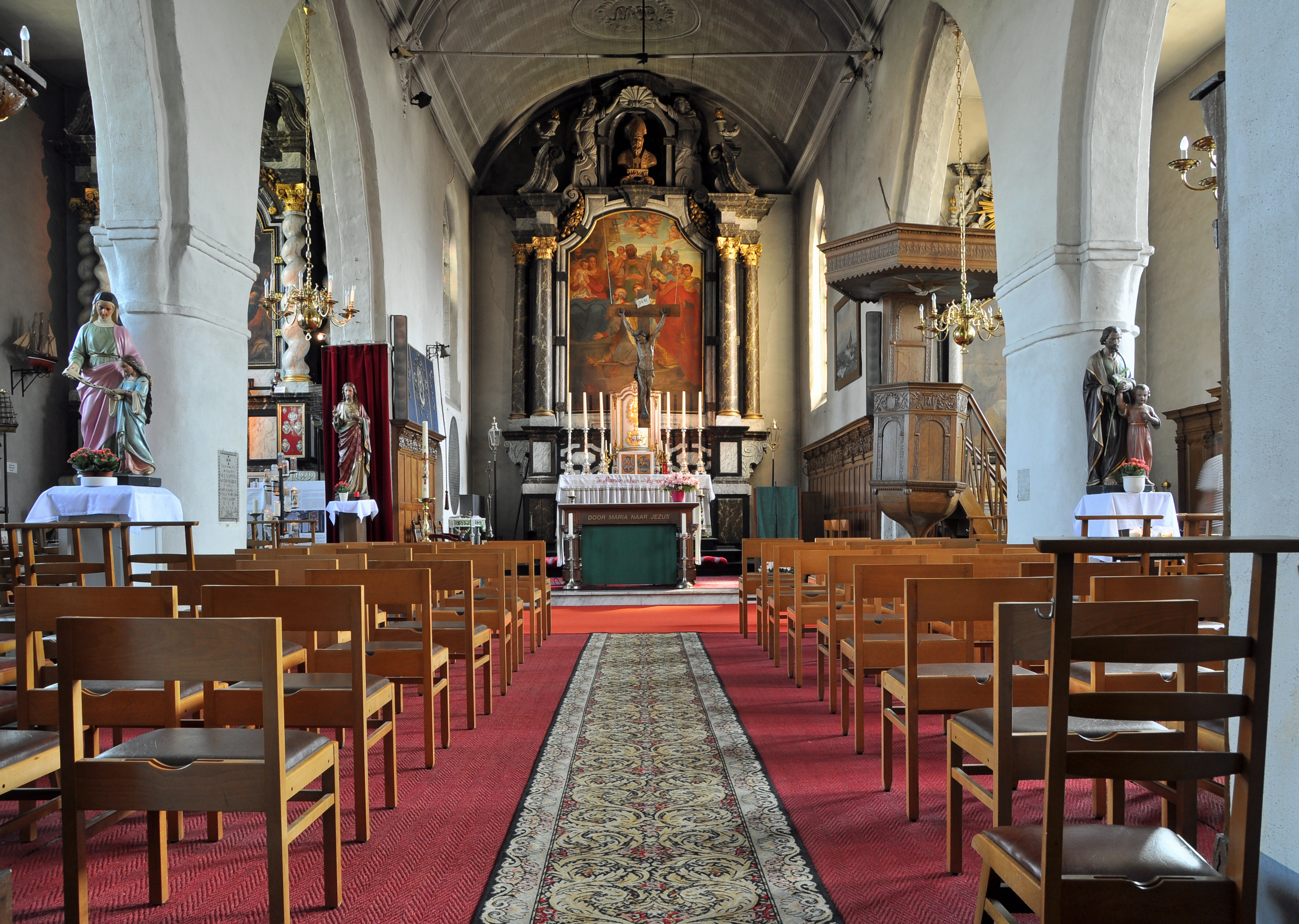
Intérieur de l'église
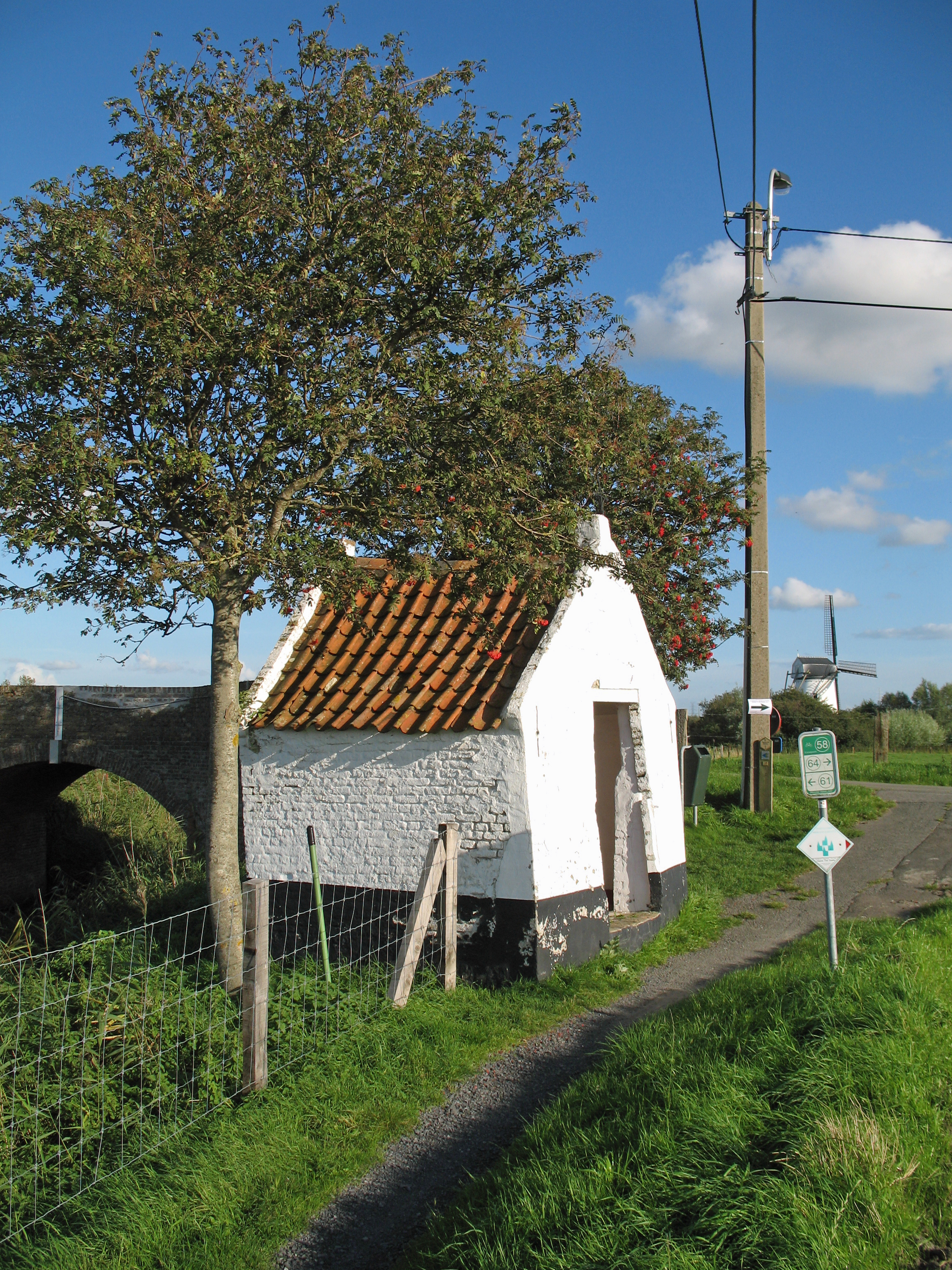
La chapelle du Vaartwegel
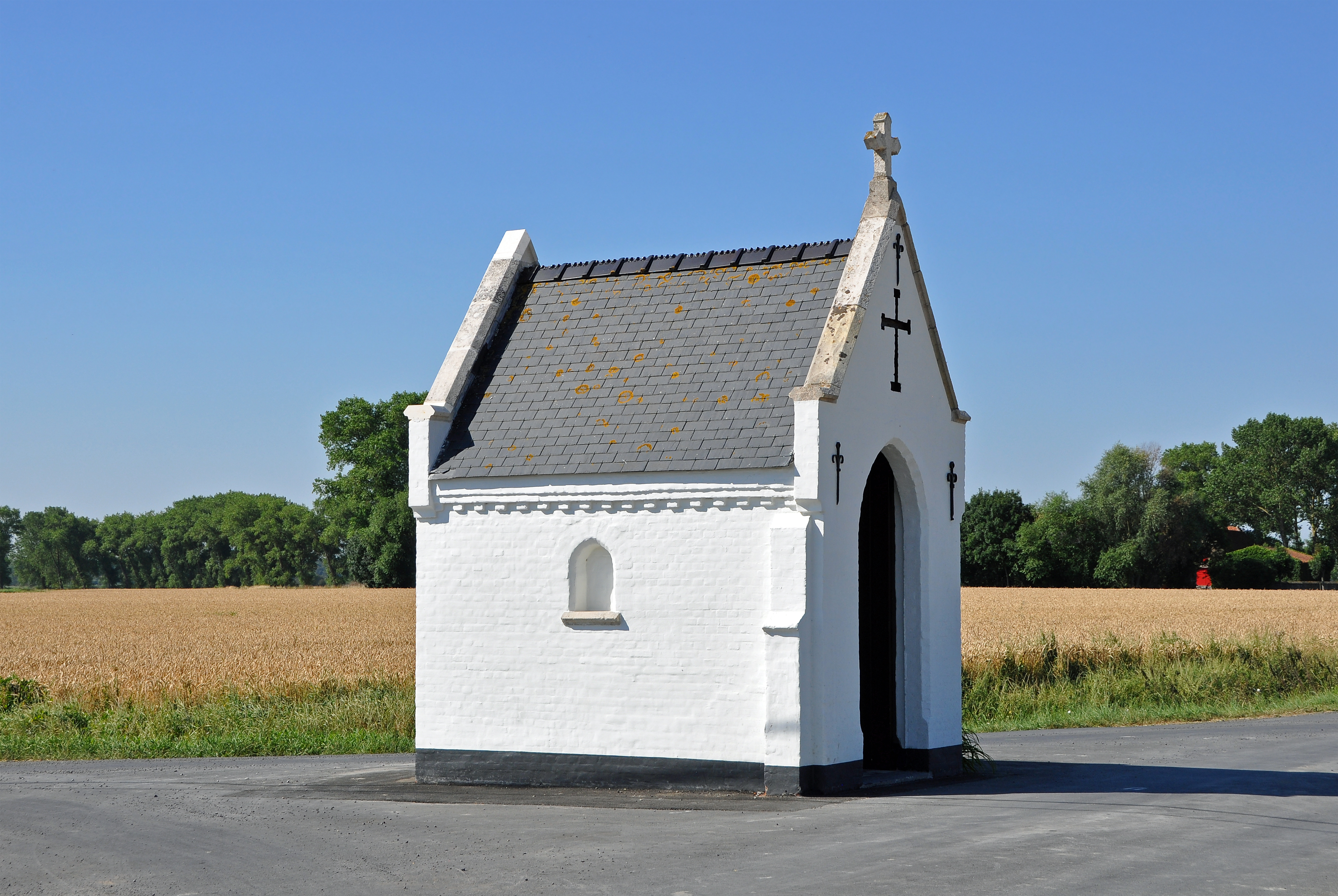
La chapelle du Mareweg
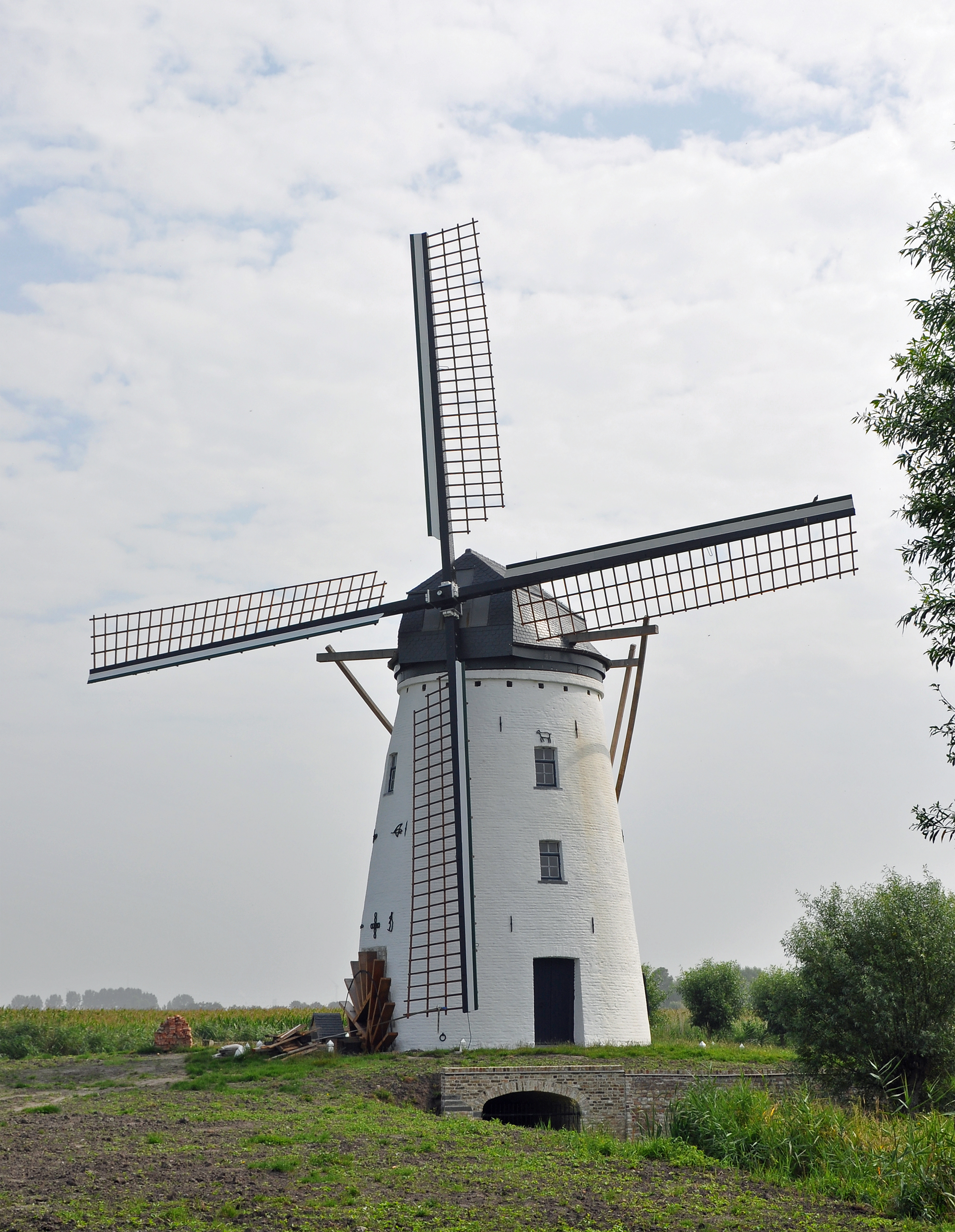
Le moulin
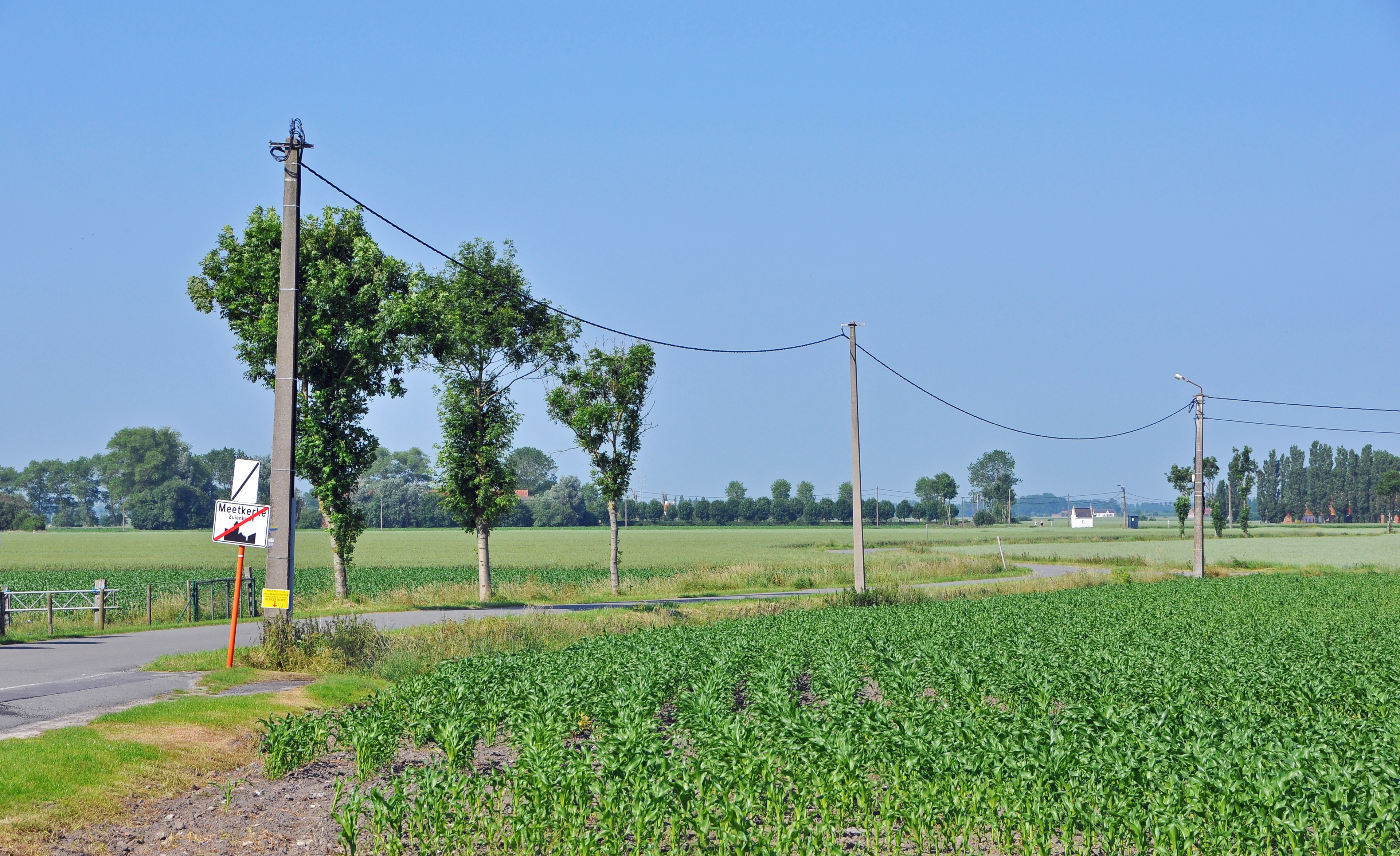
Paysage aux alentours du village